# Liga Leumit 1979-1980
La Liga Leumit 1979-1980 è stata la 39ª edizione della massima serie del campionato israeliano di calcio.
Presero parte al torneo 16 squadre, che si affrontarono in un girone all'italiana con partite di andata e ritorno. Per ogni vittoria si assegnavano due punti e per il pareggio un punto.
Le ultime tre classificate sarebbero state retrocesse in Liga Artzit, dalla quale sarebbero state promosse le prime tre classificate.
Il torneo fu vinto, per la quarta volta, dal Maccabi Netanya.
Capocannoniere del torneo fu David Lavi, del Maccabi Netanya, con 18 goal.

## Squadre partecipanti
| Club                 | Città       |
| -------------------- | ----------- |
| Beitar Gerusalemme   | Gerusalemme |
| Beitar Tel Aviv      | Tel Aviv    |
| Bnei Yehuda          | Tel Aviv    |
| Hapoel Be'er Sheva   | Be'er Sheva |
| Hakoah Ramat Gan     | Ramat Gan   |
| Hapoel Haifa         | Haifa       |
| Hapoel Kfar Saba     | Kfar Saba   |
| Hapoel Petah Tiqwa   | Petah Tiqwa |
| Hapoel Tel Aviv      | Tel Aviv    |
| Hapoel Yehud         | Yehud       |
| Maccabi Giaffa       | Giaffa      |
| Maccabi Netanya      | Netanya     |
| Maccabi Petah Tiqwa  | Petah Tiqwa |
| Maccabi Ramat Amidar | Ramat Gan   |
| Maccabi Tel Aviv     | Tel Aviv    |
| Shimshon Tel Aviv    | Tel Aviv    |

## Classifica finale
|                     | Pos. | Squadra              | Pt | G  | V  | N  | P  | GF | GS | DR  |
| ------------------- | ---- | -------------------- | -- | -- | -- | -- | -- | -- | -- | --- |
| Campione di Israele | 1.   | Maccabi Netanya      | 46 | 30 | 19 | 8  | 3  | 53 | 23 | +30 |
|                     | 2.   | Hapoel Tel Aviv      | 36 | 30 | 10 | 16 | 4  | 28 | 19 | +9  |
|                     | 3.   | Shimshon Tel Aviv    | 32 | 30 | 11 | 10 | 9  | 33 | 24 | +9  |
|                     | 4.   | Hapoel Yehud         | 32 | 30 | 10 | 12 | 8  | 26 | 24 | +2  |
|                     | 5.   | Maccabi Tel Aviv     | 32 | 30 | 9  | 14 | 7  | 33 | 35 | -2  |
|                     | 6.   | Bnei Yehuda          | 31 | 30 | 10 | 11 | 9  | 33 | 28 | +5  |
|                     | 7.   | Hapoel Kfar Saba     | 31 | 30 | 10 | 11 | 9  | 30 | 26 | -4  |
|                     | 8.   | Maccabi Petah Tiqwa  | 30 | 30 | 11 | 8  | 11 | 32 | 34 | -2  |
|                     | 9.   | Hapoel Petah Tiqwa   | 28 | 30 | 8  | 12 | 10 | 21 | 34 | -13 |
|                     | 10.  | Hapoel Be'er Sheva   | 27 | 30 | 7  | 13 | 10 | 28 | 27 | -1  |
|                     | 11.  | Maccabi Ramat Amidar | 27 | 30 | 6  | 15 | 9  | 21 | 20 | +1  |
|                     | 12.  | Hapoel Haifa         | 27 | 30 | 8  | 11 | 11 | 22 | 33 | -11 |
|                     | 13.  | Maccabi Giaffa       | 26 | 30 | 7  | 12 | 11 | 33 | 35 | -2  |
|                     | 14.  | Hakoah Ramat Gan     | 26 | 30 | 7  | 12 | 11 | 27 | 36 | -9  |
|                     | 15.  | Beitar Tel Aviv      | 26 | 30 | 7  | 12 | 11 | 27 | 39 | -12 |
|                     | 16.  | Beitar Gerusalemme   | 23 | 30 | 4  | 15 | 11 | 15 | 25 | -10 |

## Verdetti
- Maccabi Netanya campione di Israele 1979-1980
- Hakoah Ramat Gan, Beitar Tel Aviv e Beitar Gerusalemme retrocessi in Liga Artzit 1980-1981
- Hapoel Rishon LeZion, Hapoel Gerusalemme e Hapoel Ramat Gan promossi in Liga Leumit 1980-1981